# Allium kujukense
Allium kujukense är en amaryllisväxtart som beskrevs av Aleksei Ivanovich Vvedensky. Allium kujukense ingår i släktet lökar, och familjen amaryllisväxter. Inga underarter finns listade i Catalogue of Life.